# Prawastatyna
Prawastatyna (łac. pravastatinum) – wielofunkcyjny organiczny związek chemiczny z grupy statyn, pochodzenia naturalnego, produkt metabolizmu mewastatyny przez bakterie Pseudonocardia autotrophica. Stosowana jest jako lek zmniejszający stężenie lipidów, ma także dodatkowe działanie plejotropowe na układ krążenia poprzez wpływ na czynność śródbłonka, stabilizację blaszek miażdżycowych, hamowanie układu krzepnięcia, stymulację układu fibrynolizy, hamowanie reakcji zapalnych oraz działanie immunomodulacyjne.

## Historia
W 1959 roku w Instytucie Molekularnej Biologii Komórki i Genetyki Maxa Plancka odkryto enzym reduktazę HMG-CoA, pełniący kluczową rolę w szlaku metabolicznym syntezy cholesterolu. W latach 60. XX wieku ustalono, iż wątroba nawet przy diecie bezcholesterolowej jest w stanie zwiększyć swoją zdolność do syntezy cholesterolu w stopniu wystarczającym na pokrycie potrzeb całego organizmu. W 1973 roku zespół Akiry Endō po przebadaniu ponad 6000 mikroorganizmów, głównie grzybów strzępkowych, wykazał, że substancja ML-236B (mewastatyna) wydzielana przez Penicillium citrinum ma właściwości obniżania poziomu cholesterolu oraz lipoproteiny niskiej gęstości (LDL) w surowicy zwierząt laboratoryjnych i ludzi, jednakże badania na zwierzętach wykazały jej potencjalną toksyczność. 4 listopada 1980 odkryta równocześnie przez zespół Akira Endō w Japonii i zespół Alfreda Albertsa w USA – lowastatyna (mewinolina, monakolina K) jako pierwsza statyna została opatentowana w Stanach Zjednoczonych i jako pierwsza została wprowadzona na rynek farmaceutyczny w 1987 pod nazwą Mevacor.
Do dalszych badań została wybrana kolejna pochodna mewastatyny, wykazująca szczególnie dużą siłę działania oraz powinowactwo do tkanek. Nadano jej później nazwę prawastatyna. Jest ona produktem metabolizmu mewastatyny przez bakterie Pseudonocardia autotrophica i zawiera dodatkową grupę hydroksylową i otwarty pierścień laktonowy. W roku 1988 została ona wprowadzona na rynek japoński jako Mevalotin, a w 1991 roku na rynek amerykański jako Pravachol i o 2 miesiące wyprzedziła simwastatynę, tym samym stając się drugą statyną stosowaną w leczenictwie.

## Produkcja
Prawastatyna wytwarzana jest metodami biotechnologicznymi poprzez hydroksylację pozycji 3β mewastatyny (kompaktyny). Proces przeprowadza się stosując bakterie z gatunku Pseudonocardia autotrophica lub grzyby z gatunku Mortierella maculata, a jego wydajność wynosi ok. 50%.

## Wskazania

### Hipercholesterolemia
Leczenie pierwotnej hipercholesterolemii lub mieszanej dyslipidemii, jako uzupełnienie diety, kiedy reakcja na dietę lub inne niefarmakologiczne leczenie (np. ćwiczenia fizyczne, zmniejszenie masy ciała) jest niewystarczająca.

### Prewencja pierwotna
Zmniejszenie umieralności i zachorowalności na choroby układu sercowo-naczyniowego u pacjentów z umiarkowaną lub ciężką hipercholesterolemią i z dużym ryzykiem wystąpienia pierwszego zdarzenia sercowo-naczyniowego, jako leczenie wspomagające dietę.

### Prewencja wtórna
Zmniejszenie umieralności i zachorowalności na choroby układu sercowo-naczyniowego u pacjentów z zawałem serca lub niestabilną dławicą piersiową w wywiadzie oraz z prawidłowym lub zwiększonym stężeniem cholesterolu, jako leczenie wspomagające w celu skorygowania innych czynników ryzyka.

### Po przeszczepach
Zmniejszenie hiperlipidemii występującej po przeszczepach u pacjentów otrzymujących leczenie immunosupresyjne po transplantacji narządu miąższowego.

### Wytyczne amerykańskie ACC/AHA 2013
American College of Cardiology (ACC) i American Heart Association (AHA) wydały w 2013 wytyczne postępowania wpływającego na stężenie cholesterolu we krwi.
W dwóch grupach pacjentów zalecono leczenie o umiarkowanej intensywności (docelowe zmniejszenie LDL-C o 30–49%), do którego zaliczono także kurację simwastatyną w dawce 20–40 mg:
- chorzy z cukrzycą w wieku 40–75 lat ze stężeniem LDL-C 70–189 mg/dl (1,8–4,9 mmol/l) bez dowodów na chorobę sercowo-naczyniową (jeżeli jednak u takiego chorego wyliczone według kalkulatora ryzyka będącego integralną częścią tych wytycznych 10-letnie ryzyko choroby układu krążenia na tle miażdżycy jest wyższe niż 7,5%, należy rozważyć leczenie intensywne);
- osoby bez choroby sercowo-naczyniowej i bez cukrzycy, w wieku 40–79 lat, ze stężeniem LDL-C 70–189 mg/dl (1,8–4,9 mmol/l) i 10-letnim ryzykiem choroby sercowo-naczyniowej na tle miażdżycy wyliczonego według kalkulatora ryzyka będącego integralną częścią tych wytycznych ≥ 7,5% – należy stosować leczenie umiarkowane lub intensywne[26].

### Zastosowania w trakcie badań
- zapobieganie stanowi przedrzucawkowemu u kobiet z grupy wysokiego ryzyka[27]
- leczenie endometriozy[28]
- leczenie ostrej białaczki szpikowej oraz zespołów mielodysplastycznych[29]
- leczenie raka wątrobowokomórkowego[30]
- leczenie progerii[31]

## Interakcje
Prawastatyna nie jest metabolizowana przez cytochrom P450.
- acenokumarol – jednoczesne stosowanie prawastatyny i acenokumarolu nie wpływa na poziom acenokumarolu ani na działanie przeciwzakrzepowe acenokumarolu[25]
- cyklosporyna – jednoczesne stosowanie prawastatyny i cyklosporyny powoduje czterokrotny wzrost biologicznej dostępności prawastatyny[25]
- erytromycyna – należy zachować ostrożność przy stosowaniu prawastatyny z erytromycyną[25]
- fibraty – nie zaleca się stosowania fibratów z prawastatyną[25]
- klarytromycyna – należy zachować ostrożność przy stosowaniu prawastatyny z klarytromycyną[25]
- kolestypol – równoczesne stosowanie prawastatyny z kolestypolem zmniejsza dostępność biologiczną prawastatyny o 40–50%, natomiast przy podaniu prawastatyny na 1 godzinę przed podaniem kolestypolu nie stwierdzono zmniejszenia dostępności biologicznej i efektu terapeutycznego[25]
- kolestyramina – równoczesne stosowanie prawastatyny z kolestyraminą zmniejsza dostępność biologiczną prawastatyny o 40–50%, natomiast przy podaniu prawastatyny na 1 godzinę przed lub na 4 godziny po podaniu kolestyraminy nie stwierdzono zmniejszenia dostępności biologiczne i efektu terapeutycznego[25]
- warfaryna – jednoczesne stosowanie prawastatyny i warfaryny nie wpływa na poziom warfaryny ani na działanie przeciwzakrzepowe warfaryny[25].

## Przeciwwskazania i środki ostrożności

### Przeciwwskazania
Istnieją następujące przeciwwskazania stosowania leku:
- znana nadwrażliwość na prawastatynę lub którykolwiek ze składników pomocniczych,
- czynna choroba wątroby lub utrzymujące się, niewyjaśnione zwiększenie aktywności aminotransferaz w surowicy,
- ciąża i okres karmienia piersią,

### Środki ostrożności
Należy zachować ostrożność u pacjentów z czynnikami predysponującymi do rabdomiolizy:
- wiek ≥ 65 lat
- płeć żeńska
- zaburzenia czynności nerek
- niekontrolowana niedoczynność tarczycy
- hipoalbuminemia
- indywidualny lub rodzinny wywiad świadczący o dziedzicznych miopatiach
- wcześniejsze występowanie objawów toksycznych w zakresie układu mięśniowego za zastosowaniu leków z grupy inhibitorów reduktazy HMG-CoA lub fibratów
- nadużywanie alkoholu

## Działania niepożądane
Podczas badań klinicznych stwierdzono następujące działania niepożądane:
| Definicje częstości występowania zdarzeń niepożądanych | Definicje częstości występowania zdarzeń niepożądanych |
| ------------------------------------------------------ | ------------------------------------------------------ |
| bardzo często                                          | ≤1/10                                                  |
| często                                                 | ≥1/100 – <1/10                                         |
| niezbyt często                                         | ≥1/1000 – <1/100                                       |
| rzadko                                                 | ≥1/10 000 – <1/1000                                    |
| bardzo rzadko                                          | <1/10 000                                              |

| Układ zgodnie klasyfikacją MedDRA | Działanie niepożądane      | Częstość występowania |
| --------------------------------- | -------------------------- | --------------------- |
| Układ nerwowy                     | zawroty głowy              | niezbyt często        |
| Układ nerwowy                     | bóle głowy                 | niezbyt często        |
| Układ nerwowy                     | bezsenność                 | niezbyt często        |
| Układ nerwowy                     | zaburzenia snu             | niezbyt często        |
| Wzrok                             | zaburzenia widzenia        | niezbyt często        |
| Układ pokarmowy                   | bóle brzucha               | niezbyt często        |
| Układ pokarmowy                   | zaparcia                   | niezbyt często        |
| Układ pokarmowy                   | biegunka                   | niezbyt często        |
| Układ pokarmowy                   | dyspepsja                  | niezbyt często        |
| Układ pokarmowy                   | wzdęcia                    | niezbyt często        |
| Układ pokarmowy                   | nudności                   | niezbyt często        |
| Układ pokarmowy                   | zgaga                      | niezbyt często        |
| Układ pokarmowy                   | wymioty                    | niezbyt często        |
| Skóra i tkanka podskórna          | wysypka                    | niezbyt często        |
| Skóra i tkanka podskórna          | wypadanie włosów           | niezbyt często        |
| Skóra i tkanka podskórna          | świąd                      | niezbyt często        |
| Skóra i tkanka podskórna          | pokrzywka                  | niezbyt często        |
| Nerki i drogi moczowe             | zaburzenia oddawania moczu | niezbyt często        |
| Układ rozrodczy i piersi          | dysfunkcje seksualne       | niezbyt często        |
| Ogólne i miejscowe                | zmęczenie                  | niezbyt często        |

### Miopatia i rabdomioliza
Miopatia jest rzadkim, pojawiającym się nie częściej niż u 0,1% leczonych, powikłaniem leczenia wszystkimi inhibitorami reduktazy HMG-CoA, objawiającą się bólem mięśniowym, tkliwością mięśni lub osłabieniem ich siły z towarzyszącym ponad dziesięciokrotnym zwiększeniem aktywności kinazy kreatynowej. Miopatia czasem przechodzi w rabdomiolizę, której może towarzyszyć ostra niewydolność nerek, spowodowana wydalaniem mioglobiny w moczu.

## Dawkowanie
Dawkowanie w różnych sytuacjach klinicznych przedstawia się następująco:

### Osoby dorosłe

#### Hipercholesterolemia
| dawka początkowa | maksymalna dawka | korekta dawki   |
| ---------------- | ---------------- | --------------- |
| 10–40 mg         | 80 mg            | co > 4 tygodnie |

#### Prewencja pierwotna i wtórna
| dawka początkowa | maksymalna dawka |
| ---------------- | ---------------- |
| 40 mg            | 40 mg            |

#### Po przeszczepach
| dawka początkowa | maksymalna dawka |
| ---------------- | ---------------- |
| 20 mg            | 40 mg            |

### Pacjenci w podeszłym wieku
Nie ma konieczności dostosowywania dawki leku.

### Dzieci i młodzież
- wiek 8–18 lat
- rozpoznanie – homozygotyczna hipercholesterolemia rodzinna

| wiek  | dawka początkowa | maksymalna dawka | korekta dawki   |
| ----- | ---------------- | ---------------- | --------------- |
| 8-13  | 10–20 mg         | 20 mg            | co > 4 tygodnie |
| 14-18 | 10–40 mg         | 40 mg            | co > 4 tygodnie |

### Zaburzenia czynności nerek
Nie ma konieczności dostosowywania dawki leku u pacjentów z niewielką i umiarkowaną niewydolnością nerek:
| Klirens kreatyniny | Dawkowanie      |
| ------------------ | --------------- |
| 30–80 ml/min       | dawka bez zmian |
| <30 ml/min         | od 10 mg        |

### Zaburzenia czynności wątroby
Nie ma konieczności dostosowywania dawki leku u pacjentów z niewielką i umiarkowaną niewydolnością wątroby, u pacjentów z niewydolnością wątroby znacznego stopnia dawkowanie należy rozpocząć od 10 mg.
Prawastatyna jest przeciwwskazana u chorych z:
- aktywną chorobą wątroby
- utrzymującym się, niewyjaśnionym zwiększeniem aktywności aminotransferaz w surowicy, trzykrotnie przewyższające normę

### Sposób zażywania
Prawastatyna jest podawana doustnie, niezależnie od posiłku, raz na dobę, najlepiej wieczorem. Przed rozpoczęciem leczenia należy pacjenta poinformować, że w przypadku wystąpienia niewyjaśnionych dolegliwości mięśniowych szczególnie z towarzyszącymi dreszczami i gorączką powinien niezwłocznie zgłosić się do lekarza.

### Przedawkowanie
Nie ma specyficznych zaleceń dotyczących postępowania w przedawkowaniu prawastatyny. Leczenie przedawkowania prawastatyny jest jedynie objawowe i podtrzymujące.

## Preparaty

### Unia Europejska
Preparaty proste zarejestrowane w Polsce
Pravator